# Marie Kremerová
Marie Karabcová, roz. Kremerová (* 29. prosince 1940 Louny) je česká operní pěvkyně-sopranistka.

## Život
Zpěv studovala na Pražské konzervatoři u Běly Chalabalové, absolvovala v roce 1964.
Divadelní angažmá
- sezóna 1965/1966 – Laterna magika
- 1966–1979 – sólistka opery Divadla F. X. Šaldy v Liberci
- 1. srpna 1979 – 1. ledna 1995 – sólistka opery Národního divadla